# 新武界隧道與栗栖溪引水工程
新武界隧道及栗栖溪引水工程，又稱為新武界引水隧道工程，是臺灣的一項水利工程，連接原有武界壩、新建之栗栖壩及日月潭，將武界壩上游濁水溪及其支流栗栖溪溪水以越域引水方式引入日月潭。主要功能是確保日月潭水源穩定，提高日月潭發電系統利用率及運轉可靠性，總工程經費為新台幣90億元。其中新武界引水隧道與栗栖溪引水隧道總長約 16.5 公里，是台灣最長的引水隧道，長度超越蔣渭水高速公路雪山隧道與北迴鐵路新觀音隧道。完工後日月潭每年可增加約8億立方公尺的進水量，發電系統每年可增加 7,600 萬度（瓩時）水力發電量。

## 沿革
日月潭屬於一半人工湖泊之離槽水庫，供應包括明湖、明潭等五座總裝置容量達277萬瓩（2,770 MW）之抽蓄與慣常式水力發電廠，以及其周遭鄉鎮所需民生與灌溉之用水等多項功能，興建背景可追溯於台灣日治時期。1931年修正後復工之日月潭發電計畫，興建武界壩與武界引水隧道，將濁水溪上游的溪水引入日月潭，其中武界壩位於萬豐到武界之間，功能為攔截濁水溪上游的溪水，將水引進長度為15.12公里的武界引水隧道，共計建有8座無壓隧道，全長總計13.72公里，3座開渠長0.5公里，4座暗渠長0.734公里，1座水橋長0.076公里，而濁水溪的溪水於日月潭東側的大竹湖水域附近注入日月潭。
武界引水隧道完工後，曾計劃再將栗栖溪水引入日月潭，增加日月潭發電所發電量，但在完成施工道路後停工。
日月潭水庫一直以來仰賴武界隧道越域引水，由於原有武界引水隧道自1934年完工啟用以來使用已逾70餘年，隧道襯砌混凝土已劣化，為了徹底改善，經評估須新建一條引水隧道，並一併引濁水溪支流栗栖溪水源至日月潭，以確保日月潭水源，經過評估後，台灣電力公司計劃興建新武界引水隧道及栗栖溪引水隧道，透過原有的武界壩及新建之栗栖壩引水，以維持日月潭正常穩定供水。

## 設施

### 新武界引水隧道

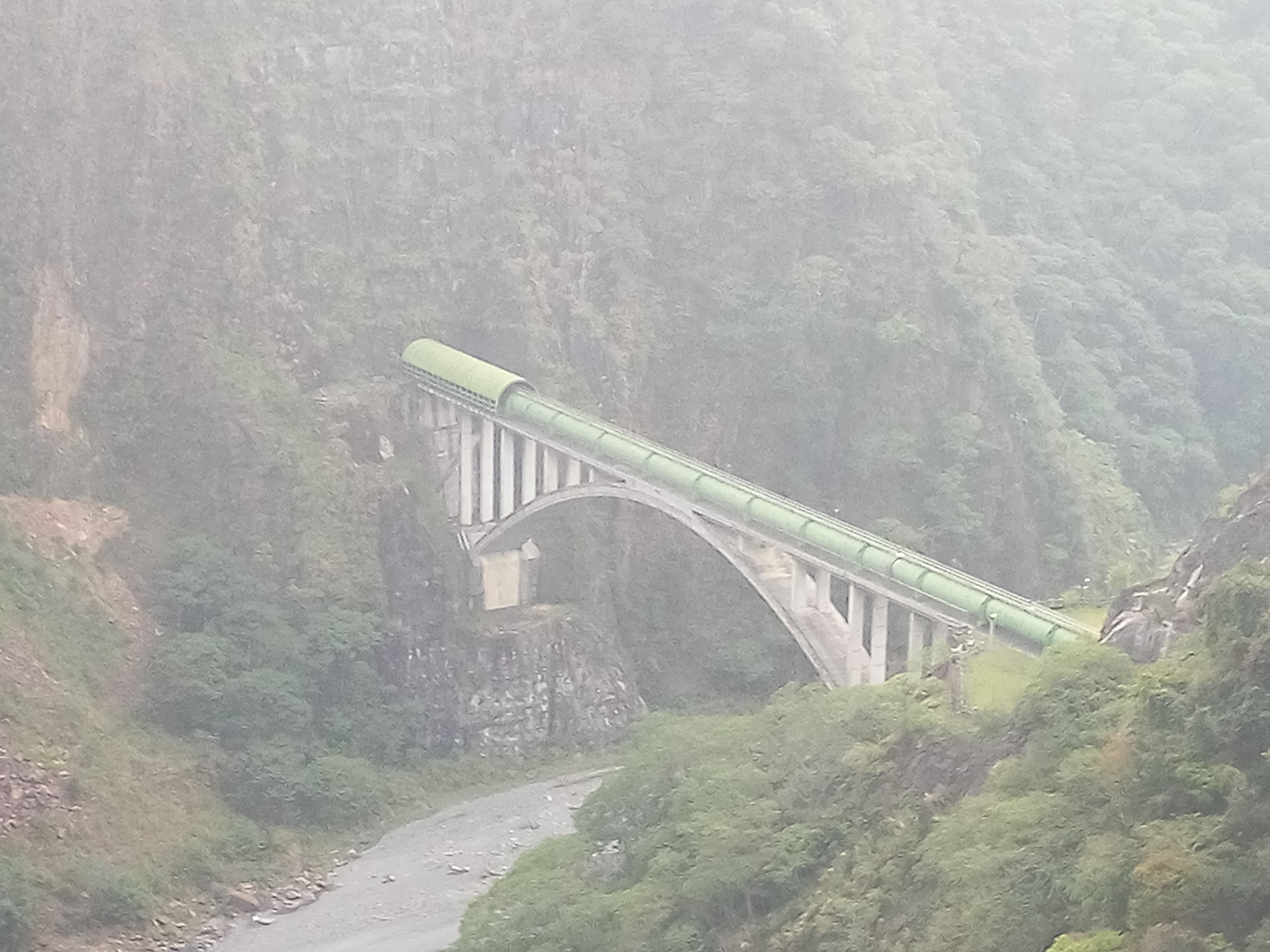
新武界引水隧道過河段

新武界引水隧道自武界至日月潭，在武界壩新建進水口，左岸設於武界壩左岸，最大輸水量為每秒41.6立方公尺，經過山中隧道與過河段拱橋，全長16.5公里，其中山壁隧道總長13.96公里，乃全台灣最長的隧道，長度比北宜高速公路的雪山隧道（東行線12.917公里、西行線12.942公里）多了1.03公里。隧道採重力式馬蹄型（內徑4.7公尺至5.05公尺）及圓形（內徑5.24公尺、TBM段）設計。過河段輸水鋼管拱橋則位於武界壩下游約3.5公里處，採大跨度SRC拱肋拱橋，跨越濁水溪，拱橋長約165公尺，距離河面達55公尺，成為南投縣仁愛鄉法治村之新地標。日月潭出水口位於舊武界引水隧道出水口東方約 300 公尺，靠近日月潭環湖公路之潭側坡面。

### 栗栖壩與栗栖引水隧道
栗栖壩位於濁水溪上游的支流栗栖溪畔，標高約760公尺，是一座混凝土重力壩攔河堰，壩頂標高755.39公尺，壩頂長寬各為86公尺與6公尺，壩高39.39公尺。栗栖進水口位於栗栖壩右側上游，採鋼筋混凝土喇叭型結構，設計取水量為每秒 9 立方公尺（CMS）。其中在栗栖溪引水工程有一段長達6.5公里的隧道是鑽挖式隧道，係採用「全斷面隧道鑽掘機」（TBM）工法所挖鑿而成，成為台灣首次 TBM 隧道成功貫通實例。栗栖溪引水隧道全長2,439.5公尺，採重力式倒D型（內徑2.8公尺）設計，引水隧道以鋼筋混凝土襯砌。栗栖引水隧道最後匯入新武界引水隧道後引至日月潭統合運用。

## 腳註
1. 1 2 3 4 5  李慶龍、蔡仁俊、黃偉光.  (PDF). 中興工程科技研究發展基金會，水利土木工程資訊. 2012年6月  [2014-01-02]. （原始内容存档 (PDF)于2014-01-02） （中文（臺灣））.
2. ↑  . 太平洋建設.   [2014-06-29]. （原始内容存档于2009-03-24） （中文（臺灣））.
3. 1 2 3 4 5 6  陳文樹. . 台電月刊第617期. 2014年5月號.
4. 1 2 3 4  李慶龍、黃偉光、賴郁仁.  (PDF). 第十三屆海峽兩岸水利科技交流研討會. 2009年11 月23-24 日  [2014-06-29]. （原始内容存档 (PDF)于2014-01-03） （中文（臺灣））.
5. 1 2 3 4  . 行政院公共工程委員會.   [2014-06-29]. （原始内容存档于2015-03-28） （中文（臺灣））.
6. ↑  . 南投縣魚池國中.   [2014-01-02]. （原始内容存档于2014-01-02） （中文（臺灣））.
7. ↑  林炳炎. . 臺北市: 自刊. 1997年: 頁161. ISBN 957-97197-7-2.
8. ↑  .   [2014-06-29]. （原始内容存档于2019-05-19）.
9. 1 2  林清吉、李明雄、李鴻洲、李慶龍、黃偉光、劉欽正.  (PDF). 中華民國隧道協會.   [2014-06-29] （中文（臺灣））.[永久]
10. 1 2  .   [2014-06-29]. （原始内容存档于2016-03-04）.